# Express (album av Anders Glenmark)
Express är Anders Glenmarks tredje studioalbum, utgivet 1977 på skivbolaget GlenDisc.

## Om albumet
Till skillnad från föregångarna Känslor (1973) och Anders Glenmark (1975) så är Express ett helt engelskspråkiga album. Det spelades in och mixades under vintern 1976 i Glen Studio i Stocksund. I mars 1977 var albumet färdigt. Albumet producerades av Anders Glenmark och Bruno Glenmark, som också var tekniker.
I en intervju kommenterade Glenmark albumet såhär:
| ”                 | De flesta svenska artister provar någon gång med att försöka i utlandet. Så även jag. Det var inte alltför seriöst och låtarna i ärlighetens namn inte särskilt bra. | „ |
| – Anders Glenmark | |   |

Från Express släpptes singlarna "One Night Stand", "(I Keep Finding) Traces", "Funky Lover/Express" och "Falling Star".

## Låtlista
All musik är skriven av Anders Glenmark, all text av Thomas H. Minor.
Sida A
1. "Express" – 3:06
2. "Falling Star" – 3:08
3. "The Velvet Rush" – 3:30
4. "Sailor" – 2:25
5. "Second Thoughts" – 3:55
6. "Fancy Pants" – 3:50

Sida B
1. "(I Keep Finding) Traces" – 3:40
2. "Slowly Sunrise" – 4:32
3. "One Night Stand" – 3:59
4. "Live Fast, Love Hard and Die Young" – 3:45
5. "Maggie" – 3:55

## Medverkande
Musiker
- Rolf Alex – trummor
- Lasse Carlsson – flöjt
- Anders Elias – piano
- Anders Glenmark – sång, gitarr, keyboards
- Bruno Glenmark – trumpet, trombon, flygelhorn, keyboards
- Rutger Gunnarsson – bas
- Per-Erik Hallin – piano
- Lasse Holm – piano
- Kjell Johansson – bas
- Roger Palm – trummor
- Mike Watson – bas
- Lasse Westman – gitarr
- Göte Wilhelmson – dragspel
- Kjell Öhman – piano

Övriga
- Lennart Backman – design
- Anders Glenmark – producent
- Bruno Glenmark – producent, tekniker
- Ola Lager – foto

## Listplaceringar
| Lista (1977) | Position |
| ------------ | -------- |
| Sverige      | 48       |